# سازند گوتنیا
سازند گوتنیا از سازندهای زمین‌شناسی ایران در زاگرس با سن ژوراسیک پسین است. سازند انیدریتی گوتنیا آخرین واحد سنگ‌چینه‌ای ژوراسیک بالایی در ناحیه لرستان و از نوع نهشته‌های انیدریتی است که نشان‌دهنده کاهش ژرفای دریا و شکل‌گیری حوضه‌های تبخیری – کولابی پایان ژوراسیک است. در ایران این سازند رخنمون سطحی ندارد ولی ردیف‌های انیدریتی موجود در چاه شمارة یک میدان نفتی امام حسن و چاه شماره ۳۰۶ میدان نفتی مسجد سلیمان با سازند قوطنیه عراق مقایسه شده‌اند. در دو چاه یاد شده، سازند گوتنیا ۱۳۷ متر انیدریت و لایه‌هایی از شیل‌های خاکستری تیره است، ولی در شمال لرستان (ایستگاه هفت تنگ)، این سازند شامل ۳ متر دولومیت برشی انحلالی است. نداشتن سنگواره سبب شده تا سن ژوراسیک پسین (تیتونین) برای آن برآورد شود.
جایگاه چینه‌شناسی نهشته‌های انیدریتی سازند گوتنیا به خوبی با نهشته‌های تبخیری ژوراسیک بالایی فارس داخلی (سازند هیث)، البرز (واحد گچ و ملافیر)، ایران مرکزی (گچ مگو) و سنگ‌های نمکی ژوراسیک ناحیه راور قابل مقایسه است. این نهشته‌های تبخیری یادآور ردیف‌های مشابه در عربستان و نشانگر چیرگی شرایط آب و هوایی گرم ژوراسیک پسین بر گستره‌های وسیع خاورمیانه است و برقراری حوضه‌های تبخیری و پسروی دریای ژوراسیک را نشان می‌دهد.
سازند گوتنیا از سازندهای نمکی ژوراسیک بالایی در خلیج فارس است. معادل این نمک‌ها در شرق ایران مرکزی لایه‌های پکتن‌دار و در شمال کرمان لایه‌های بیدو و در البرز، سازند گچ و ملافیر در کپه‌داغ سازند شوریجه و در زاکرس انیدریت هیث می‌باشد.